# گیل پاتریک
گیل پاتریک (انگلیسی: Gail Patrick؛ ۲۰ ژوئن ۱۹۱۱ – ۶ ژوئیهٔ ۱۹۸۰) یک هنرپیشه اهل ایالات متحده آمریکا بود.
از فیلم‌ها یا برنامه‌های تلویزیونی که وی در آن نقش داشته است می‌توان به مرد من گادفری اشاره کرد.